# 胡阿尼斯·阿基拉格斯
胡阿尼斯·阿基拉格斯（1997年1月11日—）為古巴輕蠅量級拳擊運動員。

## 生涯
阿基拉格斯在2007年10歲時開始接觸拳擊。
他在2013年世界青年拳擊錦標賽、2015年美洲總會拳擊錦標賽和2015年世界拳擊錦標賽的輕蠅量級奪冠。他奪得2015年泛美運動會銀牌和2016年奧運的銅牌。